# NoName057(16)
NoName057(16) è il nome di un gruppo di criminali informatici filorussi che si è presentato per la prima volta nel marzo 2022 e da allora ha rivendicato la responsabilità di svariati attacchi cibernetici contro agenzie governative, media e aziende private ucraini, statunitensi ed europei, in particolare siti web di governi, mezzi di informazione e aziende.
Effettua prevalentemente attacchi dimostrativi di tipo DDoS, che poi rivendicano con messaggi sul loro canale Telegram. Il gruppo ha creato su GitHub una piattaforma chiamata DDosia, che consente a chiunque di condurre attacchi DDoS contro gli obiettivi scelti dal gruppo russo in cambio di ricompense in denaro.
NoName057(16) prende di mira paesi che considera "nemici della Russia", in special modo l'Ucraina e gli stati che ne supportano la difesa contro l'invasione russa, tra cui Estonia, Lettonia, Lituania, Polonia, Slovacchia, Norvegia, Finlandia, Italia, Regno Unito e Stati Uniti.
Il gruppo collabora con altri analoghi gruppi hacker filo-russi, come Killnet  e XakNet .
Nel luglio 2025, in seguito a indagini effettuate dalla Procura della Repubblica di Roma e dalla Direzione nazionale antimafia e antiterrorismo, la Polizia postale e delle comunicazioni ha emesso cinque mandati di arresto internazionali contro altrettanti cittadini russi accusati di essere membri del gruppo criminale. Inoltre alcune centinaia di server in vari paesi sono stati spenti e posti sotto sequestro in quanto utilizzati dal gruppo per effettuare i suoi attacchi.

## Manifesto
Sul canale Telegram del gruppo è stato pubblicato un "Manifesto" in data 11 marzo 2022. 

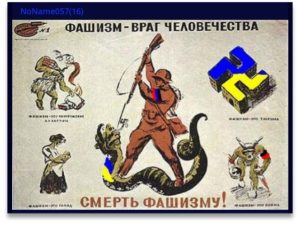
Il manifesto dei gruppi, etichettando l'Ucraina come una nazione di nazisti

La traduzione recita:
Saluti, compagni! Il gruppo di hacker NoName057(16) scende sul sentiero di guerra con i sub-hacker ucraini e i loro servi corrotti! Questi ammiratori dei neo-fascisti, che hanno preso il potere in Ucraina, stanno cercando di attaccare le risorse Internet del nostro paese e di intimidire i nostri compatrioti con i loro attacchi orchestrati attraverso i social network e altri canali di comunicazione. In risposta ai loro patetici sforzi, stiamo conducendo massicci attacchi alle risorse di propaganda ucraina che mentono sfacciatamente alle persone sull'operazione speciale della Russia in Ucraina, così come sui siti web degli hacker del dolore ucraini che cercano di sostenere il regime neonazista di Zelens'kyj e una manciata di tossicodipendenti e nazisti della sua banda! Abbiamo già condotto diversi attacchi riusciti alle risorse ucraine, che hanno paralizzato l'accesso degli utenti ad esse. E questo è solo l'inizio. Ai nostri nemici vogliamo ricordare le parole del famoso comandante russo Aleksandr Nevskij: "Chiunque venga da noi con una spada, perirà di spada!" Qui parleremo dei nostri casi e degli attacchi condotti.

## Attacchi DDOS noti

### Belgio
Il 24 marzo 2025 il governo belga ha identificato il gruppo di hackers russi NoName057 come gli autori dell'attacco al sito del governo belga mygov e del parlamento vallone.

### Canada
Il 13 settembre 2023, il gruppo NoName057(16) ha lanciato un attacco DDoS su molti siti web governativi canadesi e del Quebec. Un totale di 8 siti sono attaccati.

### Italia
A seguito della visita del Primo Ministro Giorgia Meloni a Kiev, a sostegno degli sforzi dell'Ucraina nel conflitto in corso con la Russia, una serie di imprese e istituzioni italiane sono state attaccate tra febbraio e marzo 2023.
Inoltre il gruppo si è reso anche responsabile di attacchi contro siti istituzionali e aziende italiane in occasione della visita del presidente ucraino Zelens'kyj a Roma nel maggio 2023, nel gennaio 2025 e nel febbraio 2025 usando come pretesto le parole del Presidente della Repubblica Sergio Mattarella pronunciate all’università di Marsiglia.

L'azione dei cibercriminali russi è stata giustificata in questo modo (come scritto sul canale Telegram del gruppo):
Il Presidente italiano Sergio Mattarella ha paragonato la Russia al Terzo Reich, provocando una dura reazione da parte del Ministero degli Esteri russo. Mosca ha già promesso che tali dichiarazioni non resteranno senza conseguenze.